# 沃斯托克 (滨海边疆区)
沃斯托克（俄语：Восток，羅馬化：Vostok，意为“东方”）是俄罗斯滨海边疆区的市级镇、红军区第二大聚居地，地处滨海边疆区北部，位于大乌苏尔卡河一支流达利尼亚亚河（Дальняя）畔，在区行政中心新波克罗夫卡村及边疆区首府符拉迪沃斯托克（海参崴）东北方。
该地2022年人口有3,669人；2010年人口4,103；2002年人口3,536；1989年人口6,106。